# Derallus
Derallus (лат.) — род жуков-водолюбов из подсемейства Hydrophilinae.
Более 15 видов.

## Описание
Водолюбы мелкого размера, овальной формы и сильно выпуклые. Длина тела от 1,5 до 4 мм. Окраска тела от коричневой до желтовато-коричневой, с тёмными пятнами на переднеспинке и надкрыльях или без них. Булавовидные усики состоят из 7 антенномеров. Лапки 5-члениковые. Род широко встречается в Неотропике и Неарктике.

## Классификация
Более 15 видов. Род Derallus, выделенный в 1882 году английским энтомологом Дэвидом Шарпом (1840—1922) для D. angustus из Гватемалы, характеризуется очень выпуклым, сжатым с боков телом с блестящими чёрными дорсальными частями, расширенными к вершине передними голенями и слабовыпуклыми глазами. Род Derallus также отличается от Hemiosus Sharp 1887 и Berosus стертыми плечевыми буграми, отсутствием интеркалярных борозд и короткими максиллярными щупиками (не длиннее ½ ширины головы).
- Derallus altus (LeConte, 1855)
- Derallus ambitus d’Orchymont, 1940[8]
- Derallus amrishi Makhan, 2005[9]
- Derallus angustus Sharp, 1882
- Derallus anicatus Orchymont, 1940[8]
- Derallus argentinensis Bruch, 1915
- Derallus argutus Orchymont, 1940[8]
- Derallus aschnae Makhan, 2005[9]
- Derallus brachyphallus Oliva, 1983[10]
- Derallus intermedius Oliva, 1995[11]
- Derallus paranensis Oliva, 1981[12]
- Derallus pectoralis Oliva, 1983[10]
- Derallus perpunctatus Oliva, 1983[10]
- Derallus rishwani Makhan, 2005[9]
- Derallus rudis Sharp, 1882
- Derallus strigipennis Orchymont, 1940[8]
- Derallus subglobosus Oliva, 1983[10]
- Derallus terraenovae Oliva, 1983[10]